# Blue Öyster Cult
Blue Öyster Cult (Abkürzung BÖC) ist eine US-amerikanische Hardrock-Band. Die bekanntesten Singles sind (Don’t Fear) The Reaper vom 1976er Album Agents of Fortune und Godzilla vom Nachfolger Spectres. BÖC lieferte als erste Band in Konzerten eine Lasershow. Die Band gilt als Erfinder des Heavy-Metal-Umlauts. Die Band hat bislang weltweit über 24 Millionen Platten verkauft, davon 7 Millionen in den USA.

## Geschichte
Blue Öyster Cult wurde zunächst in den 1960er-Jahren als Soft White Underbelly auf Long Island, New York, gegründet. 1968 wurde daraus die Stalk-Forrest Group und 1970 führte man den bis heute gültigen Namen Blue Öyster Cult (zunächst jedoch ohne Trema) ein.
Das Unterlegen der Hardrock-Klänge mit Texten von Schriftstellern wie Samuel „Sandy“ Pearlman, Richard Meltzer, Michael Moorcock und Patti Smith, die in den 1970er Jahren mit dem Keyboarder Allen Lanier liiert war, verschaffte den Musikern den Ruf, die Heavy-Metal-Band der Intellektuellen zu sein.
Während man heute den Stil der Band als Psychedelic- und Prog-artigen Hardrock charakterisieren würde, war sie in ihren Anfangsjahren eher von Formationen wie Velvet Underground, Doors und MC5 inspiriert. Die Vermarktungsidee des Managers Sandy Pearlman und der Plattenfirma war allerdings zunächst ein amerikanisches Black Sabbath. Die Rezeption ihrer Alben ist heute zu einem Großteil auf die Independent-Szene beschränkt. Einflüsse von BÖC finden sich bei wegweisenden Bands wie Sonic Youth und Hüsker Dü, oder auch bei Minutemen und Firehose, von denen es auch BÖC-Coverversionen gibt.
Die ersten drei Alben (Blue Öyster Cult, Tyranny and Mutation sowie Secret Treaties) etablierten die Band als psychedelisch inspirierten Westcoast-Rockact. Sie enthielten Songs, die heute als Klassiker anzusehen sind, wie z. B. Cities on Flame with Rock and Roll, The Red & the Black, 7 Screaming Diz-Busters, ME 262, Harvester of Eyes und vor allem Astronomy. Herausragend waren auch die Gitarrenspiel-Künste von Donald Buck Dharma Roeser und von zeitgenössischen Literaten wie Sandy Pearlman und Richard Meltzer geschriebene Texte.
In den darauffolgenden Jahren ließ es Blue Öyster Cult musikalisch etwas ruhiger angehen (Agents of Fortune, Spectres, Mirrors) und integrierte unter anderem Kurt-Weill-Einflüsse. Die musikalische wie auch die textliche Ausrichtung veränderte sich in Richtung Science-Fiction und komplexeren Hardrock. Passend dazu lieferte BÖC als erste Band in Konzerten eine Lasershow. Ihre internationale Bekanntheit befand sich nun auf ihrem Höhepunkt, vor allem aufgrund des Hits (Don’t Fear) The Reaper von Agents of Fortune, der heute noch im Classicrock-Radio oft zu hören ist.
Es folgte Cultösaurus erectus, das den musikalischen Übergang in ihre 1980er-Phase markiert. Die folgende Tour mit Black Sabbath, Black & Blue, wurde von ca. 1,5 Millionen Zuschauern gesehen.
Die nächsten Studioalben Fire of Unknown Origin (mit ihrem größten US-Hit Burnin’ for You), The Revölution by Night und Club Ninja sind von straighteren Hardrock-Songs mit prägnanten Keyboards geprägt.
Das Konzeptalbum Imaginos, 1988 veröffentlicht, sollte eigentlich ein Soloalbum des langjährigen Schlagzeugers Albert Bouchard werden. Die Plattenfirma wollte es jedoch lieber als BÖC-Album veröffentlichen, woraufhin die anderen Mitglieder der Urbesetzung sowie zahlreiche Gastmusiker an Bord geholt wurden, um mit dem langjährigen Manager und Urheber der „Imaginos-Saga“, Sandy Pearlman, die Produktion des größtenteils fertigen Albums ohne Albert Bouchard zu Ende zu führen. Von Fans und Kritikern wurde das Werk nach seiner Veröffentlichung sehr zwiespältig aufgenommen und gehört bis heute zu den polarisierendsten Alben der Band.
Nach einigen Jahren Funkstille meldete sich BÖC 1998 mit einer Metal-dominierten CD namens Heaven Forbid zurück, der 2001 Curse of the Hidden Mirror und 2002 die Live-Aufnahme A Long Day’s Night folgten. Die Band spielt auch heute noch regelmäßig Konzerte, die sich aber vor allem auf die US-Westküste beschränken. Die beiden Gründungsmitglieder Joe und Albert Bouchard gründeten 2007 zusammen mit dem Ex-Alice-Cooper-Bassisten Dennis Dunaway die Band Blue Coupe, die 2011 den Longplayer Tornado on the Tracks veröffentlichte.
2012 verließ der Bassist Rudy Sarzo die Band, der bereits seit 2007 für Blue Öyster Cult tätig war.
Überwiegend wird die Black & White-Periode der ersten drei Alben als schaffenstechnischer Höhepunkt der Band angesehen.
Das 1976er Album Agents of Fortune mit der Single (Don’t Fear) The Reaper ist das kommerziell erfolgreichste Album der Band.

## Bandname und Logo
Der Name Blue Öyster Cult stammt aus dem Gedicht Imaginos des Managers Sandy Pearlman (Dieses Gedicht wurde 1988 in dem Album Imaginos wieder aufgegriffen). In dem Gedicht war „Blue Oyster Cult“ eine Gruppe von Aliens, welche die Geschichte der Erde beeinflussen wollten. Das Haken-und-Kreuz-Logo erscheint auf allen Alben.

## Sonstiges

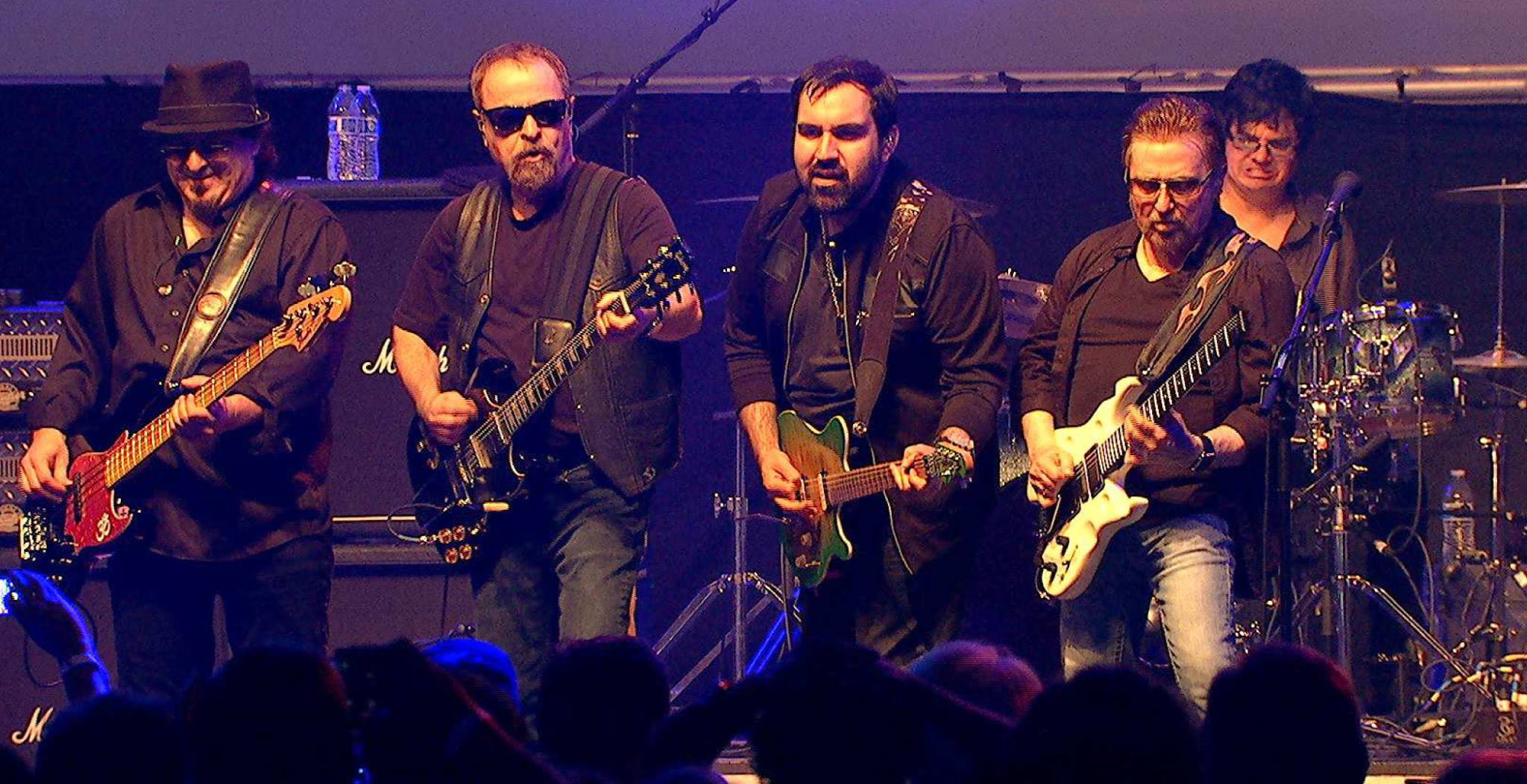
Blue Oyster Cult (2017)

Die Texte zu den Songs Black Blade vom 1980er Album Cultösaurus Erectus sowie Veteran of the Psychic Wars vom Nachfolgealbum Fire of Unknown Origin (1981) schrieb der Fantasy-Autor Michael Moorcock.
Bei Black Blade handelt es sich um eine Liedversion von Moorcocks Saga vom ewigen Helden (Eternal Champion, im Liedtext Cosmic Champion) in seiner Inkarnation als Elric von Melniboné.
Die beiden Stücke Heavy Metal – The Black and Silver und Vengeance – The Pact vom 1981er Album Fire of Unknown Origin waren für den Film Heavy Metal (nach dem gleichnamigen Comicmagazin) bestimmt. Vengeance – The Pact kam jedoch nicht zum Einsatz, da es die Geschichte der letzten Episode aus dem Film vorweggenommen hätte. Letztlich war es dann ein komplett anderer Song, Veteran of the Psychic Wars, vom selben Album, der es auf den Soundtrack und in den Film schaffte, während von Vengeance – The Pact lediglich ein Textzitat aufgenommen wurde.
Bei dem Album Cult Classic von 1994 handelt es sich nicht um eine Best-of-Zusammenstellung. Vielmehr enthält es komplette Neueinspielungen älterer Songs und wird somit von der Band selbst als offizielles Album geführt. Der Hintergrund, vor dem das Album entstand, ist die TV-Verfilmung des Romans The Stand – Das letzte Gefecht von Stephen King. Das Buch beginnt mit dem Zitat der dritten und letzten Strophe aus (Don’t Fear) The Reaper, weshalb vorgesehen war, den Song an den Anfang des Films zu stellen (kurioserweise werden letztlich nur die ersten beiden Strophen gespielt). Da die Plattenfirma aber die Nutzung der Originalaufnahme verweigerte, spielte die Band in ihrer damaligen Besetzung den Song neu ein, woraus sich letztlich ein ganzes Album entwickelte.
Der Song Don’t Turn Your Back wurde in dem Computerspiel Slender verwendet.
Songtexte von Blue Öyster Cult spielen eine Schlüsselrolle in dem Roman Die Ernte des Bösen aus der Cormoran-Strike-Serie von Robert Galbraith.
Auf dem im Jahr 1998 veröffentlichten Metallica-Album Garage Inc. ist eine Coverversion des Songs Astronomy enthalten.
Im September 2009 erschien eine Coverversion von Burnin’ for You seitens der Band Shiny Toy Guns, welche als Werbespot des im Jahr 2010 veröffentlichten Lincoln MKS verwendet wurde.

## Diskografie
Studioalben

| Jahr | Titel Musiklabel                               | Höchstplatzierung, Gesamtwochen, AuszeichnungChartplatzierungen (Jahr, Titel, Musiklabel, Platzierungen, Wochen, Auszeichnungen, Anmerkungen) | Höchstplatzierung, Gesamtwochen, AuszeichnungChartplatzierungen (Jahr, Titel, Musiklabel, Platzierungen, Wochen, Auszeichnungen, Anmerkungen) | Höchstplatzierung, Gesamtwochen, AuszeichnungChartplatzierungen (Jahr, Titel, Musiklabel, Platzierungen, Wochen, Auszeichnungen, Anmerkungen) | Höchstplatzierung, Gesamtwochen, AuszeichnungChartplatzierungen (Jahr, Titel, Musiklabel, Platzierungen, Wochen, Auszeichnungen, Anmerkungen) | Anmerkungen                             |
| Jahr | Titel Musiklabel                               | DE | CH | UK | US | Anmerkungen                             |
| ---- | ---------------------------------------------- | --- | --- | --- | --- | --------------------------------------- |
| 1972 | Blue Öyster Cult Columbia                      | — | — | — | US172 (8 Wo.)US | Erstveröffentlichung: 16. Januar 1972   |
| 1973 | Tyranny and Mutation Columbia                  | — | — | — | US122 (13 Wo.)US | Erstveröffentlichung: 11. Februar 1973  |
| 1974 | Secret Treaties Columbia                       | — | — | — | US53 Gold · (14 Wo.)US | Erstveröffentlichung: 5. April 1974     |
| 1976 | Agents of Fortune Columbia                     | — | — | UK26 (10 Wo.)UK | US29 Platin · (35 Wo.)US | Erstveröffentlichung: 21. Mai 1976      |
| 1977 | Spectres Columbia                              | — | — | UK60 (1 Wo.)UK | US43 Gold · (14 Wo.)US | Erstveröffentlichung: 10. November 1977 |
| 1979 | Mirrors Columbia                               | — | — | UK46 (5 Wo.)UK | US44 (17 Wo.)US | Erstveröffentlichung: 19. Juni 1979     |
| 1980 | Cultösaurus Erectus Columbia                   | — | — | UK12 (7 Wo.)UK | US34 (16 Wo.)US | Erstveröffentlichung: 14. Juni 1980     |
| 1981 | Fire of Unknown Origin Columbia                | — | — | UK29 (7 Wo.)UK | US24 Gold · (31 Wo.)US | Erstveröffentlichung: 14. Juni 1981     |
| 1983 | The Revölution by Night Columbia               | — | — | UK95 (1 Wo.)UK | US93 (16 Wo.)US | Erstveröffentlichung: 8. November 1983  |
| 1985 | Club Ninja Columbia                            | — | — | — | US63 (14 Wo.)US | Erstveröffentlichung: 10. Dezember 1986 |
| 1988 | Imaginos Columbia / Sony                       | — | — | — | US122 (8 Wo.)US | Erstveröffentlichung: 15. Juli 1988     |
| 1994 | Cult Classic SPV                               | — | — | — | — | Erstveröffentlichung: 10. Juni 1994     |
| 1998 | Heaven Forbid CMC                              | — | — | — | — | Erstveröffentlichung: 24. März 1998     |
| 2001 | The Curse of the Hidden Mirror CMC / Sanctuary | — | — | — | — | Erstveröffentlichung: 5. Juni 2001      |
| 2020 | The Symbol Remains Frontiers                   | DE39 (2 Wo.)DE | — | — | US192 (1 Wo.)US | Erstveröffentlichung: 9. Oktober 2020   |
| 2024 | Ghost Stories Frontiers                        | DE94 (1 Wo.)DE | CH36 (1 Wo.)CH | — | — | Erstveröffentlichung: 12. April 2024    |

grau schraffiert: keine Chartdaten aus diesem Jahr verfügbar